# Kanton Villard-de-Lans
Kanton Villard-de-Lans (fr. Canton de Villard-de-Lans) je francouzský kanton v departementu Isère v regionu Rhône-Alpes. Skládá se ze sedmi obcí.

## Obce kantonu
- Autrans
- Corrençon-en-Vercors
- Engins
- Lans-en-Vercors
- Méaudre
- Saint-Nizier-du-Moucherotte
- Villard-de-Lans